# De Passie (school)
De Passie is een evangelisch-christelijke groep van scholen voor voortgezet onderwijs en primair onderwijs in Nederland. Er zijn of waren vestigingen in Utrecht, Rotterdam, Amsterdam, Wierden en Ede, Arnhem en Deventer. 

## Ontstaan
De Passie gaat uit van de Stichting Evangelisch Bijbelgetrouw Voortgezet Onderwijs. Deze stichting bestaat sinds 1988 en is voortgekomen uit het werk van In de Ruimte onder leiding van Herman ter Welle. De eerste vestiging was in de Utrechtse wijk Lunetten aan het Zwarte Woud. De school begon in 1999 met 127 leerlingen.

## Groei
De school groeide in de eerste jaren sterk, naar 800 leerlingen. Dit ging echter ten koste van het onderwijs. De kwaliteit hiervan was onvoldoende, de school verloor daardoor het vertrouwen van ouders. Het leerlingental liep terug naar 650. De Onderwijsinspectie was jaar op jaar  kritisch. De Passie was een 'risicoschool'. In maart 2008 gaf de inspectie voor het eerst aan De Passie niet langer als 'risicoschool' te beschouwen. Dit had tot gevolg dat er weer meer leerlingen kwamen, vooral meer zij-instromers.
Aanvankelijk was driekwart van de leerlingen evangelisch, later was dat ongeveer de helft. Het docentenkorps bestaat uit leraren waarvan ongeveer 75 procent protestants is. Er werken ook enkele katholieke leraren in scholen van De Passie.
De school in Rotterdam heeft sinds het schooljaar 2015-2016 een nieuw gebouw, gelegen aan de Maashaven te Katendrecht.

## De Passie in het nieuws

### Amsterdam
De vestiging van De Passie in Amsterdam startte in 2005. Hij kwam begin 2007 negatief in het nieuws toen bleek dat in de schoolgids vermeld stond dat homoseksualiteit niet strookte met de uitgangspunten van de organisatie. Ook stelde de leiding dat er geen openlijk homoseksuele docenten in dienst waren. De school werd in 2013 gesloten omdat er niet voldoende leerlingen waren.

### Wierden
De vestiging van De Passie in de Twentse gemeente Wierden heeft bestuurlijke en juridische strijd gekost. In 2008 staakte de gemeenteraad haar verzet tegen de komst van de school. Wel nam de raad een voorstel aan om een procedure te beginnen om de kosten die gemoeid zijn met de huisvesting van de De Passie in Wierden te verhalen op de Rijksoverheid en de Provincie Overijssel. Verantwoordelijk wethouder Dirk Velten stelde dat de school niet rendabel zou zijn. In maart 2012 zou de Wierdense De Passie-school gaan fuseren met het gereformeerde Greijdanus College, maar een half jaar later bleek deze samenwerking niet haalbaar en werd er gekeken naar samenwerking met de christelijke scholengemeenschappen Het Noordik in Almelo en Reggesteyn in Nijverdal. In april 2013 behaalde De Passie de target voor het aantal nieuwe leerlingen voor schooljaar 2013-2014 en breidde de school richting 2014/2015 uit met 435 leerlingen aan de Akkerwal. De school behaalde in 2015/2016 de wettelijke stichtingsnorm met een stabilisering van tussen de 600 en 700 leerlingen wat betekent dat zij recht kreeg op vervanging van een semipermanente houten gebouw. In 2024 is De Passie Wierden overgegaan naar een permanent gebouw aan de Esrand.

### Utrecht
De vestiging van De Passie in Utrecht heeft in 2019 volgens het AD de beste examenscore behaald van regio Utrecht. 

## Primair Onderwijs
Per 1 januari 2019 heeft zich ook een basisschool aangesloten bij de scholengemeenschap, namelijk EBS De Rots in Ede. Op 1 augustus 2020 volgde EBS De Rank in Arnhem en op 1 augustus 2021 EKC De Olijfboom in Deventer.